# 10301 Kataoka
10301 Kataoka (1989 FH) là một tiểu hành tinh vành đai chính được phát hiện ngày 30 tháng 3 năm 1989 bởi K. Endate và K. Watanabe ở Kitami.